# Rottersdorfer Straße 8, 9 (Magdeburg)

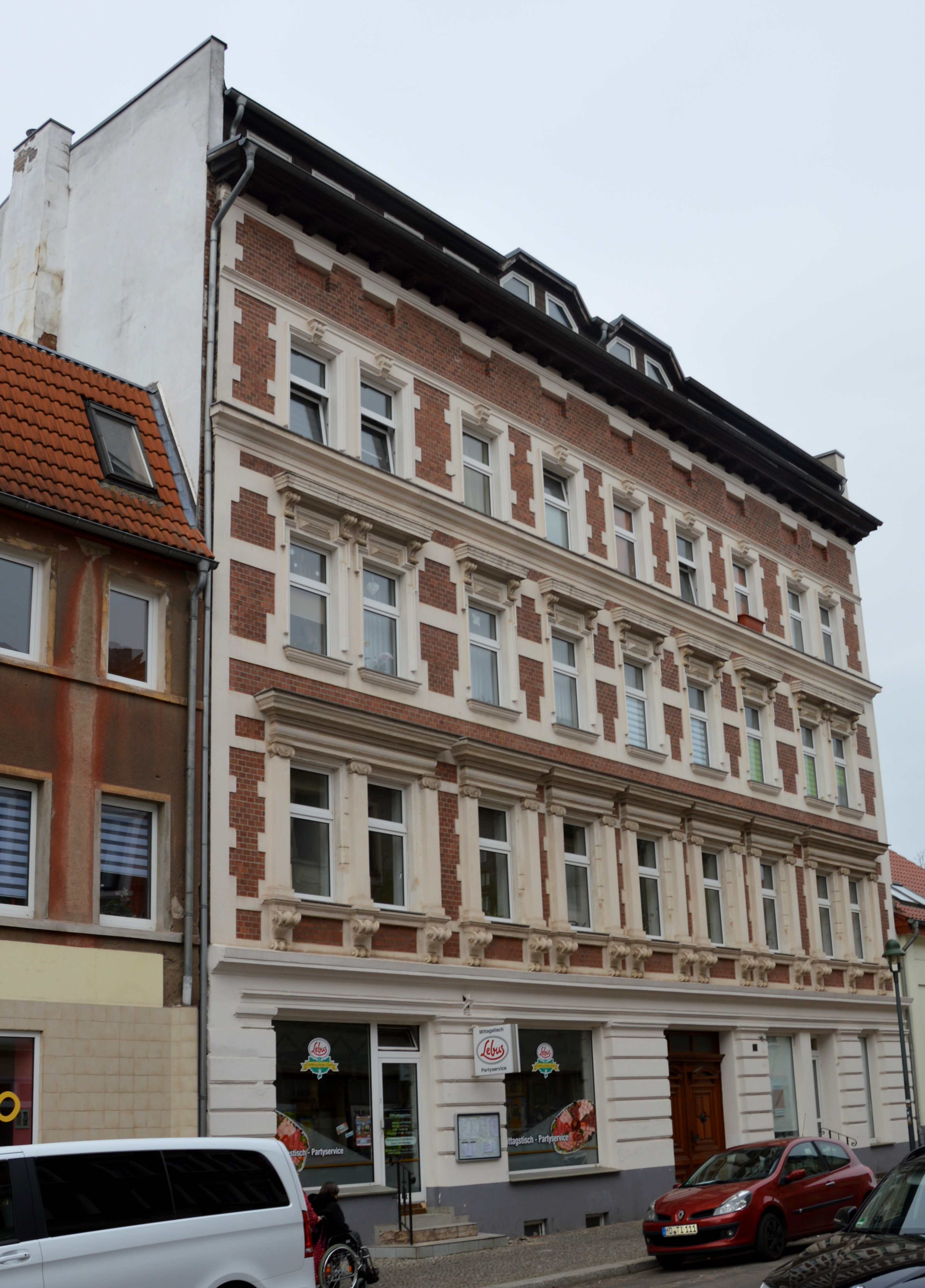
Haus Rottersdorfer Straße 8, 9

Das Gebäude Rottersdorfer Straße 8, 9 ist ein denkmalgeschütztes Wohn- und Geschäftshaus in Magdeburg in Sachsen-Anhalt.

## Lage
Es befindet sich auf der Südwestseite der Rottersdorfer Straße im Magdeburger Stadtteil Sudenburg, in der Nähe des nördlichen Endes der Straße.

## Architektur und Geschichte
Der viereinhalbgeschossige Bau wurde im Jahr 1887 vom Maurermeister G. Marquardt errichtet, der auch Eigentümer des Hauses war. Die neunachsige Fassade ist im Stil der Neorenaissance gestaltet. Sie ist mit plastischem Fassadenschmuck verziert. An der Erdgeschossfassade befinden sich Putzbandrustika. Oberhalb des zweiten Obergeschosses kragt ein Konsolen-Gesims vor. Die Fensteröffnungen des ersten und zweiten Obergeschosses sind mit Fensterverdachungen aus Kragplatten versehen. Die Platten werden von Konsolen oder Pilastern ioninischer Ordnung gestützt. Im ersten Obergeschoss setzen auch die Pilaster auf Konsolen auf.
Das Gebäude verfügt über ein Mezzaningeschoss. Ursprünglich war es mit schmalen Fensteröffnungen versehen, die jedoch später vermauert wurden.
Im örtlichen Denkmalverzeichnis ist das Wohn- und Geschäftshaus unter der Erfassungsnummer 094 76834 als Baudenkmal verzeichnet.
Das Gebäude gilt als Teil des Ensembles um die Sankt-Marien-Kirche als städtebaulich bedeutsam. Stadtteilgeschichtlich kommt ihm eine Bedeutung als historische Bausubstanz Sudenburgs zu.